# Pilar Cernuda
Pilar García-Cernuda Lago (Santiago de Compostela, 29 de julio de 1948) es una periodista española.

## Biografía
Hija de Pilar Lago y del dirigente de Falange Española José María García-Cernuda Calleja y bisnieta del escritor Saturnino Calleja.
Licenciada en Periodismo, su trayectoria profesional comienza en 1975, dedicándose durante años cubrir las actividades de la Casa Real. 

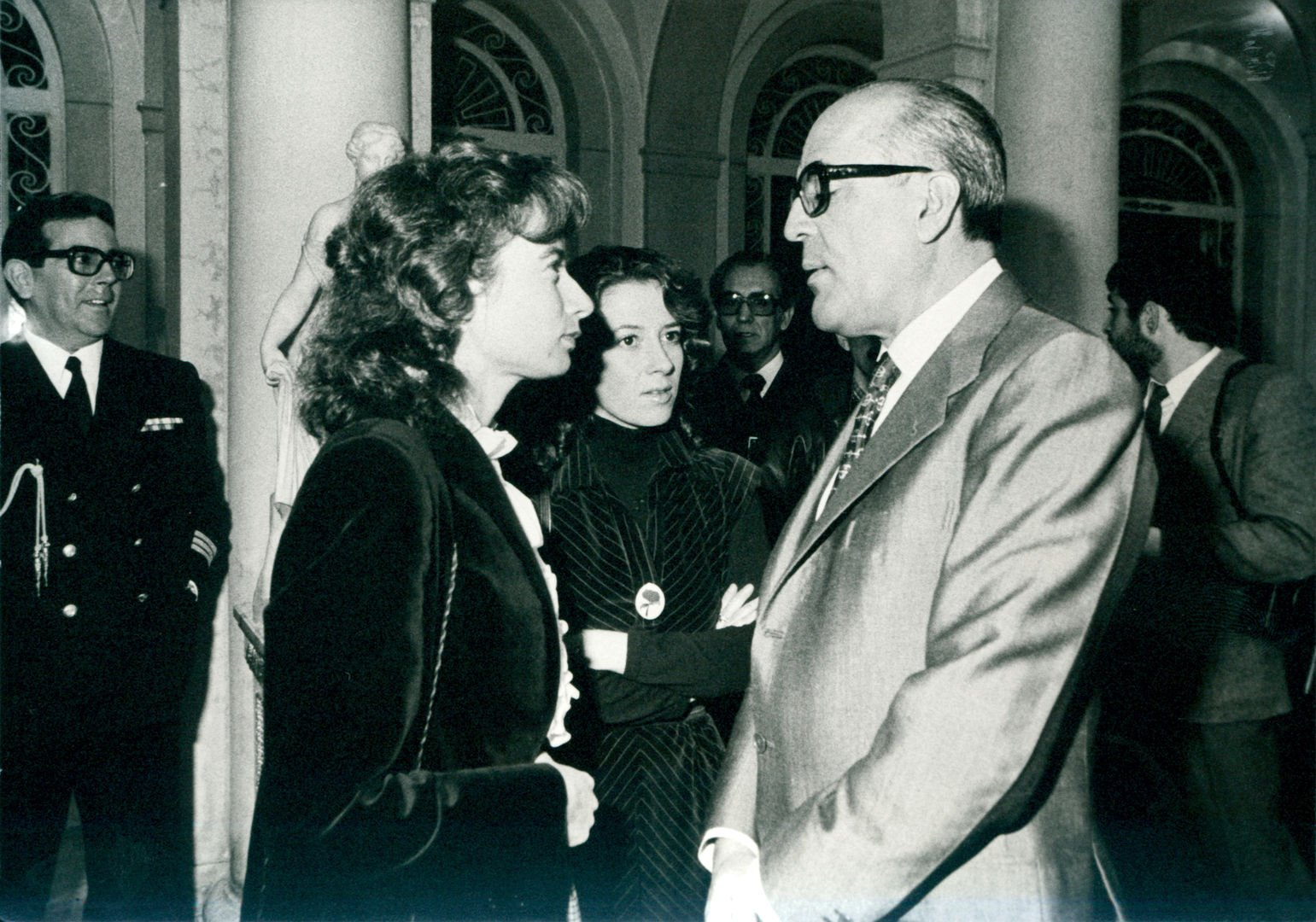
Junto con Julia Navarro, departiendo con Leopoldo Calvo-Sotelo, en 1981.

Posteriormente es contratada por el diario ABC. Ejerció su profesión en medios audiovisuales como Radio Nacional de España, la Cadena COPE y Televisión española. En la pequeña pantalla condujo el espacio de entrevistas Centros de poder (1994-1995), junto a Julia Navarro, en cuya última emisión realizó una entrevista al entonces Presidente del Gobierno Felipe González. En la década de 1990 también colaboró asiduamente en el informativo matinal Los desayunos de TVE.
Especializada en información política, en los últimos años ha seguido colaborando en distintos medios tantos escritos como radio y televisión. Participa o ha participado en las tertulias de programas radiofónicos como Herrera en la onda, Más de uno y La brújula, los tres de Onda Cero (cadena a la que se había incorporado en 1993), de televisión como Ruedo ibérico (2004-2006), Espejo público (desde 2006), ambos de Antena 3, y Alto y Claro y Madrid opina (2006-2011) de Telemadrid. Además, escribe en la revista Cambio 16, en el diario La Razón y en el digital The Objective. También dirigió la agencia de noticias Fax Press, perteneciente al Grupo Intereconomía, hasta septiembre de 2009, fecha de su cierre. Asimismo, es miembro del Comité Editorial del periódico 65ymas.com.

## Libros publicados
- Todo un Rey (1981).
- El Presidente (1994), (biografía de Felipe González).
- Crónicas del cambio (1996),
- Crónicas de la crispación (1996), (con Fernando Jáuregui).
- Ciclón Fraga (1997).
- Aznarmanía (1997), (con Fernando Jáuregui).[6]
- Los hijos más deseados (1999) (con Margarita Sáenz Díez).[7]
- Servicios Secretos (2000) (con Fernando Jáuregui y Joaquín Bardavío).
- 30 días de noviembre (2000).[8]
- La mujer en la política (2000).
- 23-F: la conjura de los necios (2001) (con Fernando Jáuregui y Manuel Ángel Menéndez Cernuda).
- Solidaridad: no es humanitario todo lo que reluce (2002).
- El sequerón: ocho años de aznarato (2004) (con Fernando Jáuregui).
- Madres solas: una decisión voluntaria (2006).
- Rajoy y la oposición a ZP (2008).
- El síndrome de la Moncloa (2011).
- Genio y figura: Rey Juan Carlos. Recuerdos y anécdotas de una vida (2015)

2011).
- Volveré a buscarte” (2018)
- Amigas (2022)
- Lo que yo recuerdo (2024)